# Regionalwahl in Venetien 1995
Die Regionalwahl in Venetien 1995 fand am 23. April statt; der Regionalrat und der Präsident der Region Venetien wurden gleichzeitig gewählt.

## Wahlergebnis
| Kandidaten                                            | Kandidaten             | Stimmen   | %    | Listen                               | Stimmen   | %    | Mandate |
| ----------------------------------------------------- | ---------------------- | --------- | ---- | ------------------------------------ | --------- | ---- | ------- |
|                                                       | Giancarlo Galangewählt | 1.117.377 | 38,2 | Forza Italia - Il Polo Popolare      | 606.977   | 24,0 | 15      |
| Alleanza Nazionale                                    | Giancarlo Galangewählt | 1.117.377 | 38,2 | 271.835                              | 10,7      | 6    |         |
| Centro Cristiano Democratico                          | Giancarlo Galangewählt | 1.117.377 | 38,2 | 90.285                               | 3,6       | 3    |         |
| Mandate der Listengruppe                              | Giancarlo Galangewählt | 1.117.377 | 38,2 | –                                    | –         | 12   |         |
| ↳ Gesamt                                              | Giancarlo Galangewählt | 1.117.377 | 38,2 | 969.097                              | 38,3      | 36   |         |
|                                                       | Ettore Bentsik         | 946.153   | 32,3 | Partito Democratico della Sinistra   | 416.799   | 16,5 | 9       |
| Popolari                                              | Ettore Bentsik         | 946.153   | 32,3 | 271.423                              | 10,7      | 5    |         |
| Patto dei Democratici                                 | Ettore Bentsik         | 946.153   | 32,3 | 109.778                              | 4,3       | 2    |         |
| Federazione dei Verdi                                 | Ettore Bentsik         | 946.153   | 32,3 | 102.156                              | 4,0       | 2    |         |
| Partito Repubblicano Italiano - Federazione Laburista | Ettore Bentsik         | 946.153   | 32,3 | 11.686                               | 0,5       | –    |         |
| ↳ Gesamt                                              | Ettore Bentsik         | 946.153   | 32,3 | 911.842                              | 36,0      | 18   |         |
|                                                       | Alberto Lembo          | 512.578   | 17,5 | Lega Nord                            | 422.410   | 16,7 | 9       |
|                                                       | Paolo Cacciari         | 200.649   | 6,9  | Partito della Rifondazione Comunista | 126.594   | 5,0  | 2       |
|                                                       | Giorgio Panto          | 108.072   | 3,7  | Nuova Italia - Lega Autonomia Veneta | 73.342    | 2,9  | –       |
|                                                       | Emilio Vesce           | 41.142    | 1,4  | Lista Pannella - Riformatori         | 29.254    | 1,2  | –       |
| Gesamt                                                | Gesamt                 | 2.925.971 | 100  |                                      | 2.532.539 | 100  | 65      |